# Marielle Giroud
Marielle Giroud (* 5. Dezember 1987 in Sion) ist eine ehemalige schweizerische Basketballspielerin.

## Laufbahn
Als Heranwachsende übte die Tochter eines Leistungsbasketballspielers mehrere Sportarten aus, darunter Karate, Tanz und Reiten, ehe sie sich ganz dem Basketballsport widmete. Sie durchlief die Nachwuchsabteilung des BBC Martigny, 2008 wechselte sie an die Franklin Pierce University (zweite NCAA-Division) in den US-Bundesstaat New Hampshire. Giroud wurde 2010/11 sowie 2011/12 als beste Verteidigerin der New England Collegiate Conference ausgezeichnet.
Nach der Rückkehr in ihr Heimatland spielte Giroud für den Erstligisten Hélios VS Basket, 2017 wechselte sie zu BCF Elfic Fribourg. Anfang März 2023 erlitt sie einen Kreuzbandriss. Giroud hat in der Schweiz auf Bundesebene 31 Titel (zehnmal die Meisterschaft, siebenmal den Pokalwettbewerb, sechsmal den Supercup, achtmal den Ligapokal) gewonnen. 2015 und 2016 wurde sie als beste einheimische Spielerin der Schweizer Liga ausgezeichnet, 2018, 2019, 2021 und 2022 erhielt sie Auszeichnungen als beste Spielerin der Endrunde um die Schweizmeisterschaft. Aufgrund ihrer Erfolge wurde sie als „Königin des Schweizer Basketballsports“ bezeichnet.
Giroud nahm mehrmals mit der Schweiz an B-Europameisterschaften teil, auf Vereinsebene spielte sie im EuroCup. Nach dem Hochschulstudium wurde sie beruflich als Lehrerin tätig. Mitte Mai 2024 gab sie das Ende ihrer Basketballlaufbahn bekannt, nachdem sie bereits seit ihrem 2023 erlittenen Kreuzbandriss nicht mehr gespielt hatte.